# Флаг Щёкинского района
Флаг муниципального образования Щёкинский район Тульской области Российской Федерации — опознавательно-правовой знак, служащий официальным символом муниципального образования.
Флаг утверждён 24 июня 2009 года и внесён в Государственный геральдический регистр Российской Федерации с присвоением регистрационного номера 5014.

## Описание
«Прямоугольное красное полотнище с отношением ширины к длине 2:3, несущее вдоль верхнего края жёлтую полосу в 1/3 ширины полотнища, на которой вплотную к красной части расположены веерообразно три зелёных стебля крапивы; в центре красной части — фигуры герба: два жёлтых молота один над другим, причём нижний молот опрокинут и обращён в сторону свободного края; по сторонам молотов две белые беседки с зелёными скругленными крышами и жёлтыми украшениями».

## Символика
Флаг составлен на основании герба Щёкинского района по правилам и соответствующим традициям геральдики и отражает исторические, культурные, социально-экономические, национальные и иные местные традиции.
Город Щёкино — центр одноимённого района, возник как посёлок на территории бывшего Крапивенского уезда.
Уездный город Крапивна Тульской губернии имел исторический герб, Высочайше утверждённый 8 (19) марта 1778 года, описание которого гласит: «В золотом поле, положенные 6 крапивных ветвей по имени сего города».
Сегодня Крапивна входит в состав муниципального образования Щёкинский район, поэтому включение во флаг фигур из исторического герба Крапивны вполне оправдано и уместно, а помещение их вверху флага — дань уважения истории.
В посёлке бурно развивались: горная промышленность, чёрная металлургия, химическая промышленность, отрасль обработки материалов.
Кирка и молот — древнейшие геральдические символы горнорудного и камнеломного дела, аллегорически показывают основные отрасли промышленности — добычу в районе бурого угля (Подмосковный угольный бассейн), производство оборудования для проходки шахтных стволов, железобетонных конструкций, давших экономическое развитие району и объединивших судьбы многих поколений.
Жёлтый цвет (золото) символ высшей ценности, величия, прочности, силы, великодушия.
Беседки аллегорически показывают музей-усадьбу великого русского писателя Л. Н. Толстого — Ясная Поляна.
Белый цвет (серебро) — символ мудрости, чистоты, веры.
Красный цвет в геральдике символизирует труд, жизнеутверждающую силу, мужество, праздник, красоту.
Зелёный цвет — символ природы, здоровья, молодости, жизненного роста.

## См. также

Флаги муниципальных образований Щёкинского района
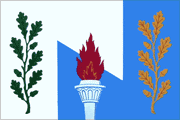
Флаг МО рабочий посёлок Первомайский
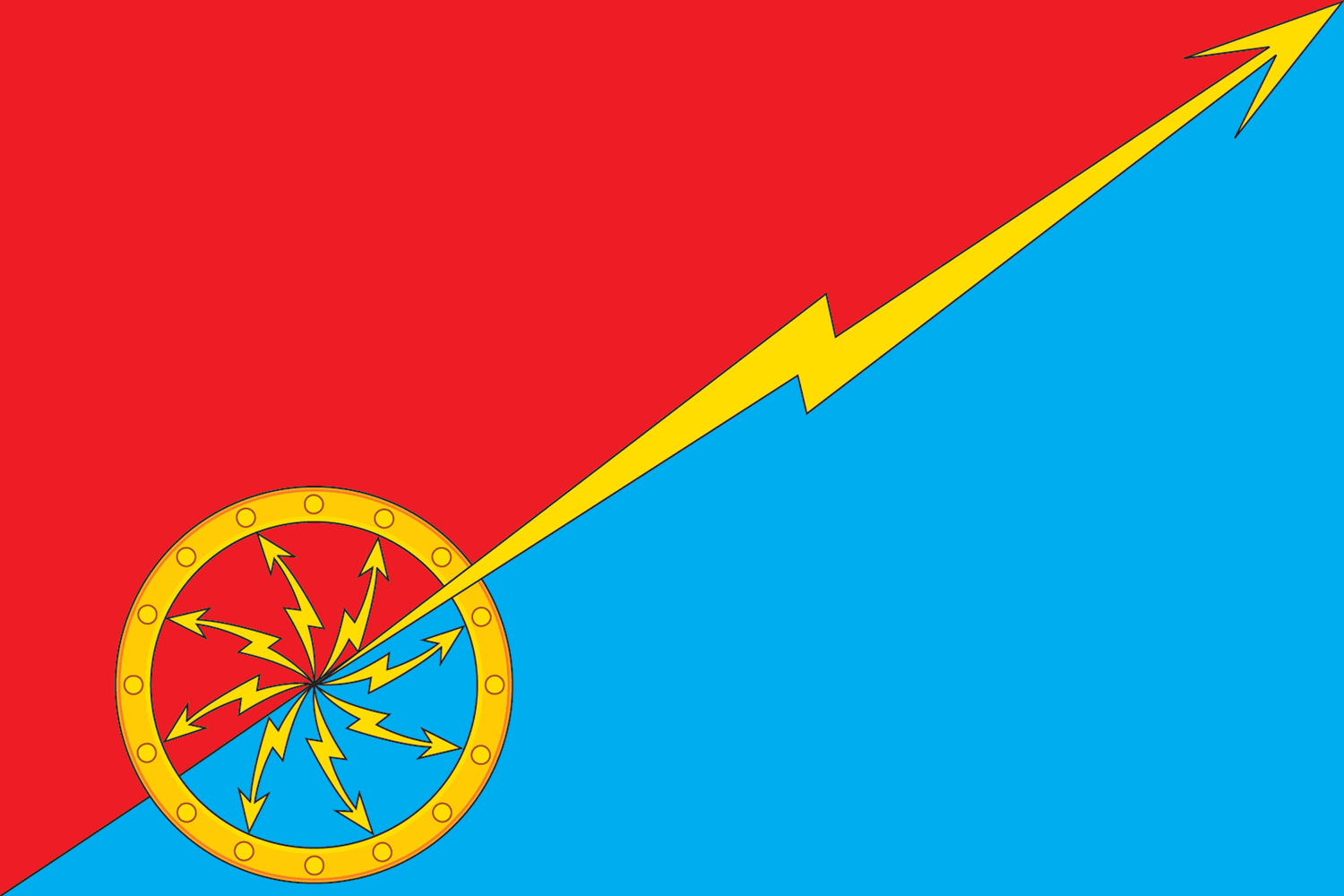
Флаг МО город Советск
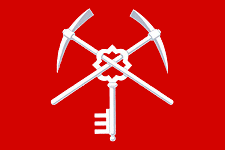
Флаг МО город Щёкино
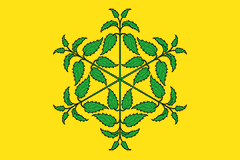
Флаг МО Крапивенское